# JKT Ruvu Stars
Pour les articles homonymes, voir JKT.
Le JKT Ruvu Stars est un club de football tanzanien basé à Dodoma.

## Palmarès
- Coupe de Tanzanie de football (1)
  - Vainqueur : 2002